# Malcolm X
Malcolm X (sinh Malcolm Little; 19 tháng 5 năm 1925 – 21 tháng 2 năm 1965) là một giáo sĩ Hồi giáo và nhà hoạt động nhân quyền người Mỹ, là một nhân vật nổi tiếng trong phong trào quyền công dân. Ông được biết đến nhiều nhất với vai trò là người phát ngôn nổi tiếng của tổ chức Quốc gia Hồi giáo.
Malcolm đã dành cả tuổi trưởng thành của mình sống trong một loạt các nhà nuôi dưỡng trẻ hoặc sống cùng họ hàng sau cái chết của người cha và mẹ phải nằm viện. Ông tham gia vào một số hoạt động bất hợp pháp, cuối cùng bị kết án 10 năm tù vào năm 1946 vì tội ăn cắp và trộm cướp. Trong tù, ông gia nhập tổ chức  Quốc gia Hồi giáo, lấy tên là Malcolm X (để tượng trưng cho họ của tổ tiên gốc Phi chưa được biết đến của ông), và nhanh chóng trở thành một trong những nhà lãnh đạo có ảnh hưởng nhất của tổ chức này sau khi được ân xá vào năm 1952. Malcolm X sau đó là gương mặt đại diện công chúng của tổ chức trong hơn một thập kỷ, nơi ông vận động trao quyền hợp pháp cho người da đen, chủ nghĩa da đen thượng đẳng, và chính sách ly khai giữa người Mỹ da đen và da trắng, và công khai chỉ trích phong trào dân quyền chính thống vì nhấn mạnh vào bất bạo động và hòa hợp chủng tộc. Malcolm X cũng bày tỏ niềm tự hào về một số thành tựu phúc lợi xã hội của tổ chức Quốc gia Hồi giáo, cụ thể là chương trình cai nghiện ma túy miễn phí. Trong suốt cuộc đời của mình bắt đầu từ những năm 1950, Malcolm X đã chịu sự giám sát của Cục Điều tra Liên bang (FBI) vì những mối liên hệ được cho là của Quốc gia Hồi giáo với chủ nghĩa cộng sản.
Vào những năm 1960, Malcolm X bắt đầu hoài nghi những ảo tưởng với Quốc gia Hồi giáo, cũng như với nhà lãnh đạo Elijah Muhammad của tổ chức. Sau đó, ông gia nhập Hồi giáo Sunni và phong trào quyền công dân sau khi hoàn thành chuyến hành hương Hajj đến Mecca, và bắt đầu được gọi là el-Hajj Malik el-Shabazz. Sau một thời gian ngắn du hành khắp châu Phi, ông công khai từ bỏ Quốc gia Hồi giáo và thành lập tổ chức Hồi giáo Muslim Mosque, Inc. (MMI) và tổ chức liên Phi châu Tổ chức Thống nhất người Mỹ gốc Phi (OAAU). Trong suốt năm 1964, xung đột của ông với Quốc gia Hồi giáo gia tăng, và ông liên tục bị đe dọa giết. Vào ngày 21 tháng 2 năm 1965, ông bị ám sát tại thành phố New York. Ba thành viên của Quốc gia Hồi giáo bị buộc tội giết người và phải nhận bản án chung thân không xác định. Suy đoán về vụ ám sát và khả năng liệu nó được hình thành hay được hỗ trợ bởi các thành viên lãnh đạo hoặc bổ sung của Quốc gia Hồi giáo, hoặc với các cơ quan thực thi pháp luật, vẫn tồn tại trong nhiều thập kỷ sau vụ nổ súng.
Là một nhân vật gây tranh cãi bị buộc tội rao giảng phân biệt chủng tộc và bạo lực, Malcolm X cũng là một nhân vật nổi tiếng trong cộng đồng người Mỹ gốc Phi và người Mỹ theo đạo Hồi vì theo đuổi công bằng chủng tộc. Ông được vinh danh sau khi qua đời với Ngày Malcolm X, ngày ông được tưởng niệm ở nhiều thành phố khác nhau trên khắp Hoa Kỳ. Hàng trăm đường phố và trường học ở Hoa Kỳ đã được đổi tên để vinh danh ông, trong khi Phòng khiêu vũ Audubon, nơi ông bị ám sát, được tái phát triển một phần vào năm 2005 để chuyển đổi thành Trung tâm Giáo dục và Tưởng niệm Malcolm X và Tiến sĩ Betty Shabazz.

## Tiểu sử
Malcolm X sinh năm 1925, ông là con trai của một mục sư. Cha ông chủ trương rằng phải quay trở lại châu Phi, mảnh đất của tổ tiên da đen nhưng cuối cùng lại bị người da trắng giết hại. Thuở nhỏ, ông đã phải sống trong cảnh nghèo khổ đến cùng cực và kiếm sống bằng những công việc lặt vặt. Ông từng bị giam cầm trong tù vì phạm tội ở khu ổ chuột. Trong thời gian bị tù đày, ông đã đọc sách để thay đổi phương hướng của cuộc sống và qua đó tiếp thu được nhiều tri thức.
Sau khi ra khỏi tù, Malcolm X đã tham gia tổ chức Quốc gia Hồi Giáo vốn là lực lượng đối đầu quyết liệt với người da trắng và trở thành phát ngôn viên cho tổ chức.
Malcolm X đã từng phê phán chủ trương phàn kháng bất bạo động của Martin Luther King vì cho rằng không thể đòi lại nhân quyền chỉ bằng con đường đấu tranh bất bạo động. Với những hành vi quá khích này, ông đã dần trở thành kẻ thù của người da trắng. Theo thời gian, hành động cực đoan của ông đã dần thay đổi theo chiều hướng tích cực. Sau khi từ bỏ Quốc gia Hồi giáo năm 1964, Malcolm X tham dự lễ Hajj tại Mecca và theo nhánh Sunni trong đạo Hồi. Ông thành lập công ty Tu viện Hồi giáo và Tổ chức Mỹ gốc Phi thống nhất. Năm sau, Malcolm X bị ám sát tại Washington Heights, trong ngày đầu tiên của cuộc họp mặt Tuần lễ Huynh đệ Quốc gia.

## Nhận xét
Sử gia Robin D.G. Kelley viết:
"Malcolm X bị người ta gắn cho nhiều bộ mặt: Chủ nghĩa đoàn kết toàn Phi châu, cha đẻ của Năng lực Da đen, cuồng tín, bảo thủ ngầm, xã hội chủ nghĩa, và là mối đe dọa của xã hội. Ý nghĩa của cuộc đời trong cộng đồng của ông - về chính trị và tư tưởng - bị thử thách nhiều vì toàn bộ sự nghiệp chỉ gồm vài chục bài diễn văn và một cuốn tự truyện không được xác thực rõ ràng.... Malcolm trở thành một thứ bảng trắng, trên đó những ai muốn thì đều có thể viết suy diễn của riêng mình về xu hướng chính trị và di sản của ông ta. Cả Nhạc sĩ Hip hop Chuck D của ban nhạc Public Enemy lẫn phó chánh án Toà án Tối cao Hoa Kỳ Clarence Thomas đều có thể tuyên bố Malcolm X là anh hùng của họ." 

## Bị ám sát
Rạng sáng 16/2/1965, Malcolm X đã nói với Gordon Parks rằng Quốc gia Hồi Giáo đang tích cực lên kế hoạch ám sát ông. Ngày 21/2/1965, khi ông đang chuẩn bị tham dự hội nghị OAAU tại Audubon Ballroom, ai đó trong số 400 người tham gia hét lên, "Đồ bẩn thỉu! Bỏ tay ra khỏi túi tao!". Malcolm X và vệ sĩ của mình đã cố gắng để giải quyết hỗn loạn. Cùng lúc đó, một người đàn ông chạy lên bắn chí mạng vào người Malcolm với khẩu súng shotgun giấu trong tay áo, trong khi hai tên đồng lõa cầm súng ngắn nã liên tục vào người ông. Malcolm X được tuyên bố là đã chết vào 3:30 chiều 16/2, gần như ngay sau khi đến Bệnh viện Columbia Presbyterian. Nạn nhân chết với 21 mảnh đạn trên người, đa số tìm thấy ở ở ngực, vai trái, tay và cẳng chân, có tới mười mảnh đạn được ghi nhận là của khẩu shotgun.
Một tay súng, thành viên Quốc gia Hồi Giáo Talmadge Hayer (tên thật Thomas Hagan), bị đám đông đánh dã man trước khi cảnh sát tới. Nhân chứng tại hiện trường đã cho biết được hai tay súng còn lại là "Norman 3X Butler" và "Thomas 15X Johnson", cũng đều là thành viên của Quốc gia Hồi Giáo. Cả ba bị kết án giết người loại 2 vào tháng 3 năm 1996 và lãnh án tù chung thân. Tại phiên toàn Hayer nhận tội, nhưng từ chối tiết lộ thông tin về hai kẻ đồng lõa ngoại trừ việc phủ nhận chúng là Butler và Johnson. Cuối năm 1977, đầu năm 1978, hắn kí kết bản xác nhận sự vô tội của Butler và Johnson, cho biết tên của bốn kẻ đứng sau âm mưu, cùng là người của tổ chức Quốc gia Hồi Giáo. Bản lời khai này tuy nhiên không đủ chỉ tiêu để mở lại một phiên tòa mới.

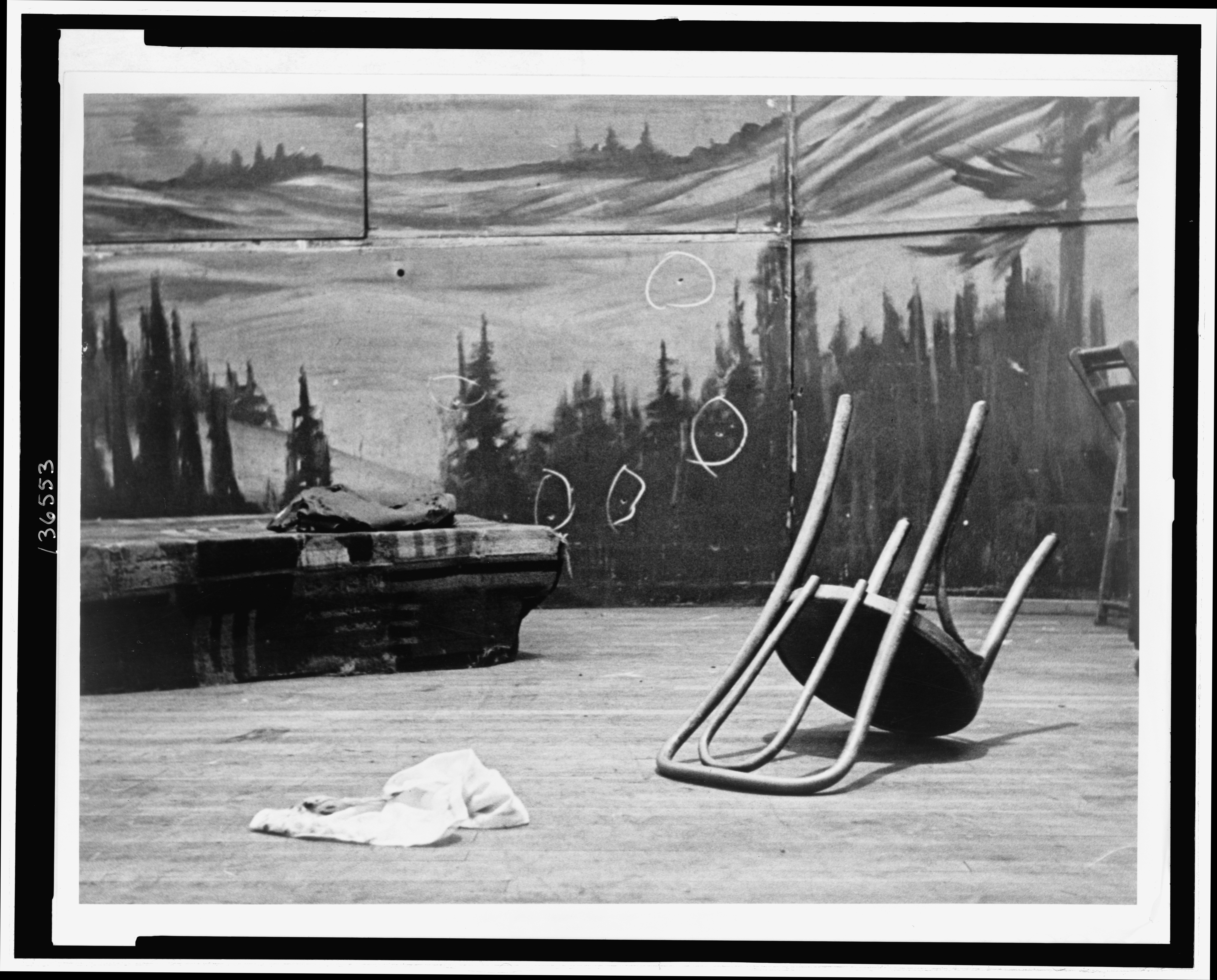

Ảnh bên chụp sân khấu Audubon Ballroom sau vụ thảm sát, đầy mảnh đạn.
Butler, ngày nay được biết đến với cái tên Muhammad Abdul Aziz, được kết nạp vào năm 1985 và trở thành kẻ cầm đầu của Quốc gia Hồi Giáo năm 1998. Cho tới ngày nay anh ta vẫn khăng khăng mình vô tội. Johnson, trong tù, người đã đổi tên thành Khalil Islam, quay lưng với quy tắc của tổ chức và đã chuyển sang giáo phái Hồi giáo Sunni. Được ân xá năm 1987, anh ta duy trì sự vô tội của mình cho đến khi anh ta qua đời vào tháng Tám 2009. Hayer, đã đổi tên thành Mujahid Halim, được tái kết nạp từ 2010.
Trên một bài báo của CNN, Witnessed: The Assassination of Malcolm X, được phát vào 17/2/2015 công bố những cuộc phỏng vấn với những người từng làm việc cùng Malcolm, có thể kể đến A. Peter Bailey và Earl Grant, cùng con gái ông, Ilyasah Shabazz